# Mook (presse écrite)
Pour les articles homonymes, voir Mook.
Ne doit pas être confondu avec MOOC.

Un mook (anglicisme) (/mʊk/), ou livre-magazine,, est une publication périodique de forme hybride, entre magazine, revue et livre. Le contenu privilégie les grands reportages et les enquêtes approfondies, les textes étant illustrés par des dessins et des photographies, et le traitement passant aussi par de la bande dessinée.

## Étymologie et histoire
Le mot « mook » est composé à partir du début et de la fin de deux mots anglais, magazine et book. Il apparaît en 1971 à une convention de la Fédération internationale de la presse périodique.
L'un des premiers périodiques qui tenait à la fois de la revue et du livre fut The Yellow Book, lancé à Londres en 1894, qui comportait de nombreuses illustrations et des textes d'une grande variété.

### Mooks francophones
Le pionnier en France est sans doute XXI, une revue de plus de deux cents pages, publiée quatre fois par an et créée en 2008. Ses fondateurs, Laurent Beccaria et Patrick de Saint-Exupéry, ont déclaré vouloir « rassembler le meilleur du journalisme avec le meilleur de l'édition », et donner du temps à l’enquête et à l’écriture. Leur succès et la rentabilité de leur entreprise dès la première année ont inspiré d'autres groupes d'édition.
D'autres magazines ont adopté un positionnement proche : Usbek & Rica, Front Populaire, We demain, Muze (dans sa deuxième formule), Feuilleton, Schnock, 180°C,  Charles, Citrus, Crimes et châtiments, Distorsion, Long court, La Revue dessinée, 24h01, revue belge de grands reportages, ou encore Sept, le mook suisse, un trimestriel édité en Suisse romande qui propose à ses lecteurs d'utiliser la réalité augmentée pour enrichir ses contenus. 

À l’occasion du cinquième anniversaire de la revue XXI, Laurent Beccaria et Patrick de Saint-Exupéry ont écrit un « Manifeste pour un autre journalisme » théorisant leur expérience : 

« Pour retrouver sa valeur, la presse doit s’affranchir de la gangue publicitaire et marketing. »

#### Mooksfrancophones régionaux
Fin 2020, les éditions Paroles de Lorrains lancent le premier mook de Lorraine. 
Celui-ci est suivi en mars 2021 par Court Circuit, mook portant sur la métropole de Metz et sa région et qui affiche l'objectif de donner un souffle nouveau au journalisme local ainsi qu'une volonté d'indépendance vis-à-vis des aides de l'État et de la Région qui peuvent, d'après l'un des deux co-auteurs Sylvain Villaume, créer des conflits d'intérêts entre journalisme et politique.

### Presse
- Anne Chaon, « Avec XXI, le grand reportage a retrouvé ses fans », AFP,‎ 21 janvier 2009.
- Rédaction de La Tribune, « Entre le magazine et le livre, XXI a ouvert une voie », La Tribune,‎ 17 mars 2011 (lire en ligne).
- Vincent Giret, « Le journalisme sur son “XXI” », Libération,‎ 4 janvier 2013 (lire en ligne).
- Didier Jacob, « La folie des “mooks” », L'Obs, no 2613,‎ 4 décembre 2014, p. 106-108 (ISSN 0029-4713).
- « Slow press et mooks : juste une mode ?, émission Nectar », sur RTS.ch, 1er mars 2017 (consulté le 21 janvier 2021)  — émission radio de 54 minutes.